# 太真稚彦
太真稚彦（ふとまわかひこ、生没年不明）は、古代日本の豪族で磯城県主の一人。

## 概要
『日本書紀』にのみ登場する人物で、懿徳天皇の后である飯日媛の父親。葉江の次に登場する磯城県主とされている。